# Rauda (Fluss)
Die Rauda, im Oberlauf auch Raudenbach, ist ein gut 20 km langer, linker Zufluss der Weißen Elster im Saale-Holzland-Kreis in Thüringen.

## Name
Das Gewässer wurde im Jahr 1266 als Ruda erstmals schriftlich genannt. Der Name *Rūda bedeutet im Altsorbischen „die Rote“.

## Verlauf
Die Rauda entspringt nordöstlich von  Hermsdorf. Kurz hinter ihrer Quelle mäandert sie durch das Mühltal in Richtung Norden später in Richtung Osten, dieser Fließrichtung bleibt sie bis zur Mündung treu. Das Mühltal ist bekannt für seine zahlreichen Wassermühlen, die durch das Wasser der Rauda angetrieben wurden bzw. werden. Anschließend fließt sie über Rauda und Hartmannsdorf nach Crossen, wo sie in die Weiße Elster mündet.

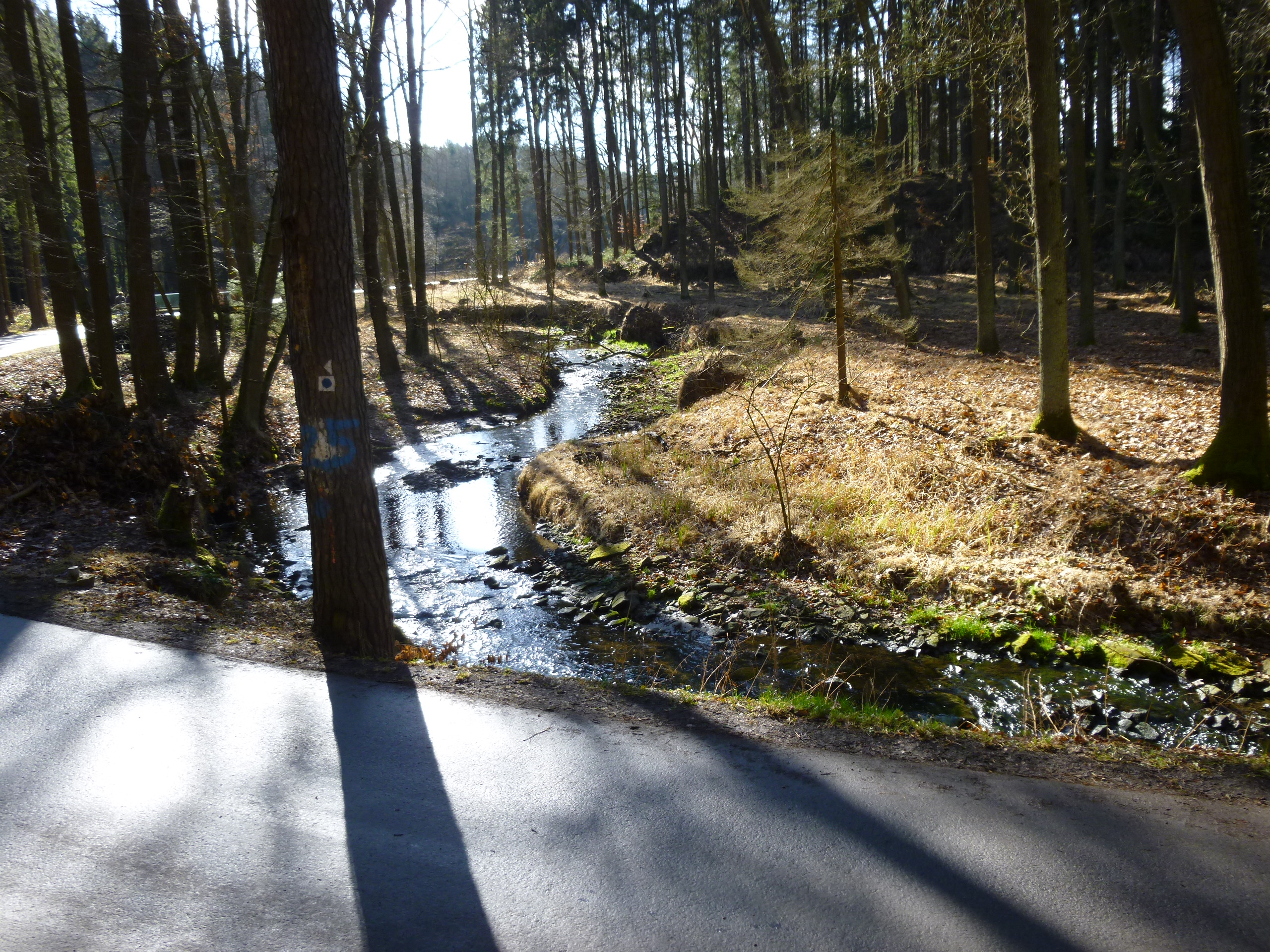